# Stanislao Cannizzaro
Stanislao Cannizzaro (ur. 13 lipca 1826 w Palermo, zm. 10 maja 1910 w Rzymie) – włoski chemik, profesor chemii w Alessandrii, Genui, Palermo i Rzymie. Pracował nad oznaczeniem mas cząsteczkowych związków chemicznych za pomocą pomiarów gęstości pary. Zajmował się badaniem związku, jaki zachodzi pomiędzy ciepłem właściwym a ciężarem atomowym pierwiastków. Odkrył alkohol benzylowy, dokonał syntezy cyjanamidu. Napisał Zarys nauki chemii teoretycznej (1858). Laureat Medalu Copleya.
Stworzył ważne prace w dziedzinie chemii teoretycznej, odróżniając atomy od molekuł. Podał definicje gramoatomu i gramorównoważnika, przyjęte na jego wniosek przez kongres fizyków w Karlsruhe. Zjazd przyjął propozycję Cannizzara, wprowadzając oficjalnie pojęcie molekuły. Obiektem odniesienia miała być molekuła wodoru, którą – zgodnie z postulatem Avogadro – uznano za molekułę dwuatomową i mającą masę cząsteczkową równą 2. Wyznaczył masy atomowe wielu pierwiastków. Odkrył tzw. reakcję Cannizzaro. W 1871 roku został mianowany włoskim senatorem.
Odznaczony Krzyżem Komandorskim Orderu Korony Włoch, Krzyżem Komandorskim Orderu Świętych Maurycego i Łazarza oraz Orderem Sabaudzkim Cywilnym.